# Šimon Pánek
Šimon Pánek (n. 27 de diciembre de 1967) es un activista checo. Fue activista estudiantil durante la revolución de terciopelo en 1989. En 1992, cofundó la ONG Hombre en Apuros (Člověk v tísni), de la que es en la actualidad el director ejecutivo.

## Biografía
En 1988, Šimon Pánek y Jaromír Štětina ayudaron a organizar la asistencia humanitaria en Armenia después del terremoto que azotó el país. Un año después, en 1989, durante la revolución de terciopelo en Checoslovaquia, Pánek fue uno de los instigadores de las huelgas estudiantiles contra el gobierno.
En 1992, fundó la agencia de prensa Epicentrum, especializada en informaciones sobre conflictos globales. En 1992, Šimon Pánek cofundó la Fundación «Lidové noviny» (Nadace Lidových novin), actualmente conocida como Hombre en Apuros. Se convirtió en un experto en política exterior de la región de los Balcanes y en materia de derechos humanos en el extranjero durante la administración presidencial de Václav Havel.
A partir de 2004, Pánek ha presidido la plataforma checa FoRS, dedicada al desarrollo de organizaciones no gubernamentales. También ha presidido la Junta del Fondo Sociedad Abierta de Praga y es miembro del Consejo Europeo de Relaciones Exteriores, del European Partnership for Democracy y de la junta de Eurostep.

## Publicación
Escribió, junto con Marek Benda y Monika Pajerová, Studenti psali revoluci («Los estudiantes escribieron una revolución»), Praha. Univerzum. 1990, ISBN 80-85207-02-8

## Reconocimientos
Pánek fue galardonado en 2002 con la Medalla al Mérito de la República Checa. En 2003 fue nombrado Europeo del Año por la revista Reader's Digest.